# لشام
لشام (به انگلیسی: Lasham) یک روستا و محله مدنی در بریتانیا است که در ایست همپشر واقع شده‌است. لشام ۱۷۶ نفر جمعیت دارد.